# Црква Вазнесења Господњег у Рудовцима
Црква Вазнесења Господњег у Рудовцима, насељеном месту на територији градске општине Лазаревац, припада Епархији шумадијској.
Црква је подигнута на темељима започетог храма пре Другог светског рата. Градња је настављена тек 1989. године, да би била освештана 1994. године. Подигнута је по међуратном пројекту архитекте Отона Урбана, црква је издвојена због важног места проте Ранка Митровића у црквеном и националном животу овог краја. Прота Ранко био је један од главних иницијатора и један од најистакнутих вођа Другог српског устанка. У његовој кући одржавани су тајни састанци српских устаника. Стога је у порти рудовачког храма упоредо са његовим подизањем грађена и спомен-кућа проте Ранка.